# 李化民 (少将)
李化民（1915年—2002年），原名李桐园，又名李松林，甘肃省狄道县（今临洮县）洮阳镇卧龙村人，中国人民解放军开国少将。
1929年14岁参加西北军担任马伕。1931年16岁随所部参加宁都起义，编入中国工农红军，在手枪队给赵博生当警卫员。后任红五军团红十五师（少共国际师）宣传队分队长、队长，红一军团宣传大队副大队长，红十五军团回民师代政治委员，参加了长征。抗日战争期间，任八路军115师344旅旅部政治协理员、115师344旅688团通信参谋、八路军豫北第二支队政治委员。豫北二支队长治整训三个月后编入688团，任688团第一营营长兼政治教导员。688 团与八路军唐天际支队合编为129师新编第一旅，任第二团参谋长、副团长。八路军冀中军区第16团（后调晋绥为第32团）团长。第二次国共内战期间，担任东北民主联军保安第一旅（130师前身）副旅长，辽吉纵队独三师（沿革为东北野战军七纵21师）首任师长，第四野战军44军副军长。中华人民共和国成立后，任广州市防空司令员、第47军军长、广州军区副参谋长，武汉军区副司令员、沈阳军区副司令员、武汉军区顾问。
1955年被授少将军衔。荣获二级八一勋章、二级独立自由勋章、一级解放勋章和一级红星功勋荣誉章。是中国共产党第九、十、十一、十二届候补中央委员。一九八五年在中国共产党全国代表大会上被增选为中央顾问委员会委员。